# Krigskommissarie
Krigskommissarie (alt Kommissarius) är en gammal titel för en tjänsteman som tidigare utförde uppgifter vilket senare tillkom intendenturen.

## Sverige

### Krigskommissariatet
Krigskommissariatet eller fältkommissariatet inrättades endast under krig. Den åtföljde armén i fält och ansvarade för arméns avlöning, förplägnad, furagering och ekonomiadministrationen vid fältsjukhusen. Vid varje fördelningsstab fanns vanligen en krigskommissarie (fältkommissarie) och i brigadstaberna ibland en kommissariatsadjutant. Hela krigskommissariatet med överkrigskommissarie, fältsekreterare och proviantmästare lydde under generalintendenten, som alltid var en officer.

### Generalkrigskommissarie
Generalkrigskommissarien var Krigskollegiets ombud i fält. När Arméförvaltningen inrättades 1865 blev generalkrigskommissarie chef för dess civila departement vilket handhade de flesta ärenden rörande utgifter från försvarsanslaget.

### Svenska generalkrigskommissarier
- 17??-17?? - Hans Helding[1]
- 17??-18?? - Carl Gustaf Almquist
- 1866-1872 - Claes Fredrik Laurén
- 1873-1881 - Nils Adolf Varenius
- 1881-1904 - Alfred Sjöberg
- 1904-1911 - Carl Herman Weidenhielm
- 1911-1925 - Fredrik Bergenholtz
- 1925-1926 - Värner Rydén
- 1926-1934 - Ludvig Widell
- 1934-1944 - Thorsten Wijnbladh

## Ryssland
I Ryssland är krigskommissarie (ryska: военком: vojenkom) titeln på chefen för ett krigskommissariat, som är den ryska motsvarigheten till lokala myndigheter för inskrivning och mönstring av värnpliktiga.